# ウンナン世界征服宣言
『UN NAN世界征服宣言』（ウンナンせかいせいふくせんげん）は、1992年10月2日から1995年3月31日まで日本テレビ系列局で放送されていた日本テレビ製作のバラエティ番組である。ウッチャンナンチャンの冠番組。
後述の理由により、『NAN UN世界征服宣言』と題して放送されることもあった。

## 概要
「〇〇を征服する」というコンセプトのもと、ウッチャンナンチャンの2人が毎回それぞれに持ち寄った企画VTRを披露しあっていた。時にはウンナン2人が直接対決する企画や、対決の要素がない所謂密着取材系企画もあった。1993年1月からはゲスト出演者(基本的に女性)が両者のVTRを見て、どちらが面白かったのかを判定する制度を導入したが、ゲスト制は1994年7月の番組リニューアルを機に廃止された。
前身は『ウッチャン・ナンチャン with SHA.LA.LA.』で、当時ウンナン2人が出演する映画『七人のおたく』の撮影に専念するために休止となっていた。この間に放送されていたつなぎ番組の『進め!電波少年』が好評を博したことから、枠と曜日を変えて復活したのが当番組である。『SHA.LA.LA.』よりも放送時間が遅くなったが、全国同時ネットに昇格している。
男気対決の第2弾の挑戦前のスタジオトークで「勝利した側には次回放送分における番組タイトルの優先権を与えられる」決まりが付けられ、内村光良が勝った場合にはそのまま『UN NAN世界征服宣言』とし、南原清隆が勝った場合には『NAN UN世界征服宣言』となった。勝者が変わるごとに番組タイトルが変わるため、新聞社などからクレームが付いたと番組冒頭のトークで2人が嘆いていたこともあった。また、キャイ〜ンをゲストに迎えて対決した際には、『AMA UN』『UN UDO』となったこともある。この企画で5週連続勝ち抜きを達成すると世界一周旅行が贈られ、南原がこれを達成した。ただし、贈られたのは1泊4日の旅であった。
番組の終了後、『なぜ世界征服宣言は、ウッチャンウリウリ!ナンチャンナリナリ!!になったのか 2・3の理由』という特番を一旦挿んだ後に、金曜20:00枠で後継番組の『ウッチャンウリウリ!ナンチャンナリナリ!!』がスタートした。

## 放送時間
日本テレビ系列局では毎週金曜 23:25 - 23:55 （日本標準時、以下同）に放送。沖縄テレビでは当初は土曜 14:00 - 14:30 に放送されていたが、後に日曜 23:00 - 23:30 に変更された。
この番組が放送されていた金曜23:25枠（かつての金曜23:00枠）は、JTがメインスポンサーを務める枠として長らく続いていたが、番組後期にはJTと花王の2社がメインスポンサーを務めていた（この2社以外にもスポンサーは複数存在していた）。ちなみに花王は、『ウッチャンウリウリ!ナンチャンナリナリ!!』の後継番組『ウッチャンナンチャンのウリナリ!!』でも筆頭スポンサーを務めていた。またJTは、その後の金曜23:00枠で放送されていた『アナザースカイ』でも一社提供→メインスポンサーを務めていた。

## 出演者

### 司会
- 内村光良（ウッチャンナンチャン）
- 南原清隆（ウッチャンナンチャン）

### カウンターレディー
- 大神いずみ（当時日本テレビアナウンサー） - スタジオアシスタントとして毎週出演していたほか、リポーターとして内村と南原のいずれかのロケに同行していた。途中から「制服界を征服するアナウンサー」という肩書きが付き、毎回コスプレでスタジオ出演するようになる。大神が同行しない企画のロケでは初期では基本的に内村か南原が単独で進行していた。

### リポーター
大神が同行しないロケやウンナンの直接対決企画での南原側のリポーターを主に担当。
- 藤井恒久
- 後藤俊哉
- 鈴木君枝
- 石川牧子
- 増田隆生
- 笛吹雅子

### ナレーター
- 小杉十郎太
- 大場真人
- 林田尚親
- 坂口賢一

## コーナー

### 内村の主な企画
- 発破さんライブ - 内村演じる発破技士の発破歌二郎が、様々な場所でライブを行う。歌二郎は『ウッチャン・ナンチャン with SHA.LA.LA.』に登場した発破徒歩二郎の4歳下の弟であり、後に『ウッチャンナンチャンのウリナリ!!』の最後のコーナーであるスーパーフライデーナイトライブの6回目の放送のMCとして登場する。
- スタミナ10番勝負（UFOの振り付け1000回等） - 後に、様々なシチュエーションでUFOの振り付けを行う企画が派生。水中、走りながら、火達磨のスタントをしながら、などに挑戦。やがて100曲振付10000回挑戦に発展した。
- 大神いずみスター化計画 - この企画で、無謀にも局の先輩アナウンサー3人組ユニット「DORA」に挑戦状叩き付けた大神が歌手デビューを果たす。
- わらしべ長者計画
- 日芸合格への道
- アニメ実写版シリーズ（『ルパン三世 カリオストロの城』や『アルプスの少女ハイジ』など） - 内村が様々な名作アニメの1シーンを実写で再現する。
- 宗方コーチが行く! - アニメ実写版シリーズからの派生企画。内村扮する『エースをねらえ!』でお馴染みの宗方コーチが女性スポーツ選手を激励する。
- 科学忍者隊ガッチャマンが行く! - アニメ実写版シリーズからの派生企画。内村(大鷲の健)、大神(白鳥のジュン)、キャイ〜ン(ウド鈴木＝コンドルのジョー、天野博之＝つばくろの甚平)、見栄晴（みみずくの竜。当時は本名の藤本正則名義で活動していた）が科学忍法を駆使して街中の奉仕活動を行う。
- UFO解明計画 - UFO研究家のカゼッタ岡と共にUFOの謎に迫る。
- スタミナなし男シリーズ

### 南原の主な企画
- 日本縦断ママチャリの旅
- 半ケツモデルナンパ写真 - 南原が一般女性に声を掛け、セクシーな写真を撮影する。
- ウンチしようキャンペーン - 学校でも恥ずかしがらずにウンチをしようと訴えるキャンペーン。
- アナウンサー養成計画
- 英検合格への道
- フェチ写真
- 噂の歌作りナンとマツ
- ダンス振り付けプロデュース
- 大神いずみお見合い計画

### 直接対決企画
- 新春恒例キャラクター駅伝
- スター半ケツ写真対決!
- ヒッチハイク対決! - 内村と南原が別々に通りがかりの車に同乗しながらゴールを目指す企画。その車の運転手の口から相方の名前が出たらその時点で降りるというルール付き。二度実施されたが、いずれも内村が不利になるという展開だった。
- ストリートファイター最強の男スカウト対決!
- お笑い対決 OSO vs SOS
- 大神いずみ vs メロン組 CD対決

### 企画CD
- 「今でも…今なら…」大神いずみ（内村光良プロデュース）
- 「TWIN TWIN ブラブラ」メロン組（南原清隆プロデュース）
- 「プリップリッロック」ナン・マツ&プリップリッキッズ（南原&松崎しげる） - 「ウンチしようキャンペーン」で企画されたCD。

## 歴代エンディングテーマ
- 二十歳の夜 / 石川よしひろ
- I LOVE YOU〜あなたは宝物〜 / JADOES
- あの輝きを忘れない / 松崎しげる
- 激しく激しい情熱 / 藤重政孝
- 今夜抱きたくて / 藤重政孝
- 努力のくすり / 市原真紀

## スタッフ
- 構成：すずまさ、西川晋、おちまさと、内村宏幸、海老克哉、そーたに、都築浩、中野俊成、浅田敦史、笹沼大、口岩秀喜
- TP：田中元一、須田昌宏
- TD：須田昌宏、三上知足
- SW：竹内一也、坂東秀明
- CAM：泉博司、田口勝夫、宮崎和久、吉田健治、茅野竜徳、福田和美
- 照明：水野二夫、松村登貴男
- 音声：太田黒健至、山口直樹、田中勝己、庄司薫一、橋爪敏輝、加賀金重郎
- 調整：盛岡智昭
- VTR：梅津孝一
- ロケ技術：スウィッシュ・ジャパン
  - 撮影：田中祥嗣、青木芳行、中島浩司
  - 音声：近藤良弘、佐々野昌樹
- 美術：高野豊
- デザイン：高野雅裕
- 装置：斉木祐一
- 装飾：村山和彦
- 持道具：門田悦子
- オブジェ：岩瀬充幸
- 電飾：佐野多美子
- 衣裳：樋口唄平
- メイク：井上純子
- 編集：小原雅之・前野勝義・定野正司・星英樹・小原恵美（アンサーズ）
- MA：石川晴樹・富沢なつみ・山崎友美（アンサーズ）
- 音効：十川公男・白根沢修（VAMP）
- スタイリスト：WITH （友知三苗子、鈴木佐織、久保木裕子、ユキさくらい）
- TK：山沢啓子
- 車両：エイ・アール・サービス（古森功、宮崎慎吾、鴨下典生）
- アシスタントディレクター：中村元信、奥山正次、飯島冬貴、春名康好、卯目速人、西坂清
- 制作進行：田代フミ子
- デスク：中田敦子
- 制作協力：THE WORKS（小西寛、齋藤匠）、マセキ芸能社（棚木秀夫、田村正裕、高沢久美、白井栄）
- ディレクター：柳井誠也、岡村勝久、篠宮浩司
- アシスタントプロデューサー：中井信介
- 演出：工藤浩之、加藤幸二郎
- 演出・プロデューサー：土屋敏男
- プロデューサー：篠木為八男
- 製作著作：日本テレビ

## 宇宙征服宣言
『ウンナン世界征服宣言』の本編特別番組。
1994年9月26日の『宇宙征服宣言』の中で放送されていたヒッチハイク対決が途中で生コーナーを挿入したために中断し、完結できずに終了したため、9月30日の『世界征服宣言』でヒッチハイク対決の続きを放送したことがある。
| 放送日時                         | タイトル                           |
| -------------------------------- | ---------------------------------- |
| 1993年03月24日 水曜20:03 - 21:54 | ナンウン宇宙征服宣言               |
| 1993年10月14日 木曜21:30 - 23:24 | ナンウン宇宙征服宣言               |
| 1994年04月09日 土曜22:00 - 23:24 | ウンナン宇宙征服宣言               |
| 1994年09月26日 月曜21:30 - 23:24 | ナンウン宇宙征服宣言               |
| 1995年01月01日 日曜21:00 - 22:54 | ナンウン宇宙征服宣言               |
| 1995年03月27日 月曜21:00 - 22:54 | ナンウン宇宙征服宣言〜最後の聖戦〜 |

## 100大ニュース
『ウッチャンナンチャンの100大ニュース』は、1993年と1994年の12月に日本テレビ系列で放送されたテレビ番組。
『ウンナン世界征服宣言』の関連番組であり、1993年・1994年ともに特番放送直前の『世界征服宣言』で予告し、直後の『世界征服宣言』で番外編を放送。「100大ニュース」としながらも途中「第○位-○位 該当なし」「第○位-○位 連絡取れず」などというのもあったため、実際には100個も取り上げていなかった。『世界征服宣言』の企画「スター半ケツ写真対決!」も放送。
- 木曜スペシャル ウンナン&鶴瓶の1993年100大ニュース 今年話題になった人とツーショット100連発!!
日時：1993年12月16日 木曜19:00 - 20:54
出演：常盤貴子、辰吉丈一郎
- スーパースペシャル'94 ウッチャンナンチャンの1994年100大ニュース 全ての現場に行って死ぬ気で写真におさめました!
日時：1994年12月03日 土曜19:00 - 20:54
出演：笑福亭鶴瓶、デーモン小暮、槙原寛己、安達祐実、ルビー・モレノ、羽田孜、福原愛

## ウドにもわかる世紀末
『ウッチャンナンチャンのウドにもわかる世紀末 不安と希望全部見せます』は、日本テレビ系列で放送されたテレビ番組。
放送日時
スーパースペシャル'95
1995年02月25日 土曜19:00 - 20:54
出演
ウッチャンナンチャン、キャイ〜ン、東野幸治、羽賀研二、松本明子、宮前真樹
検証内容
- 地球温暖化と海面上昇
- 酸性雨
- 1999年8月18日のグランドクロス
- オゾン層の破壊
- 人口爆発と食糧危機
- 隕石の地球への衝突